# Folding Sogn
Folding Sogn ist eine Kirchspielsgemeinde (dän.: Sogn)  in Südjütland, Dänemark. 
Im Kirchspiel leben 1650 Einwohner (Stand:1. Januar 2023).
Die Kirche Folding Kirke liegt im  Ort Folding. 
Südlich liegt die Siedlung Foldingbro, von 1864 bis 1920 deutsch-dänischer Grenzort am Grenzfluss Kongeå. Hier befand sich eine Zollstation. Als Sohn eines Zollbeamten wurde der Dichter Wilhelm Lobsien in Foldingbro geboren.
Bis 1970 gehörte Folding Sogn zur Harde Malt Herred in Ribe Amt, danach zur Brørup Kommune im erweiterten Ribe Amt. Seit der Kommunalgebietsreform 2007 liegt Folding Sogn in der Kommune Vejen in der Region Syddanmark.
Nachbargemeinden sind im Norden Brørup Sogn, im Osten Malt Sogn, im Südosten Skrave Sogn, im Süden Lintrup Sogn und im Westen Føvling Sogn.